# قائمة شركات الطيران في العراق
هذه المقالة تتضمن قائمة شركات الطيران العاملة في العراق وفي إقليم كردستان.

## الشركات
| شركة طيران             | صورة | اتحاد النقل الجوي الدولي | رموز طيران | رمز النداء  | تأسيس | بدأت العمليات | المطارات الرئيسية | نوع    | ملحوظات       |
| ---------------------- | ---- | ------------------------ | ---------- | ----------- | ----- | ------------- | ----------------- | ------ | ------------- |
| فلاي بغداد             |      | IF                       | FBA        | FLY BAGHDAD | 2014  | 2015          | مطار بغداد الدولي | خاصة   |               |
| فلاي أربيل             |      | HW                       | BAY        | HAWLER      | 2015  | 2018          | مطار أربيل الدولي | خاصة   |               |
| الخطوط الجوية العراقية |      | IA                       | IAW        | IRAQI       | 1945  | 1945          | مطار بغداد الدولي | حكومية |               |
| خطوط أور الجوية        |      | UD                       | UBD        | URAIR       | 2019  | 2019          | مطار بغداد الدولي | خاصة   |               |
| طيران البرهان          |      | -                        | -          | -           | 1972  | 2014          | مطار بغداد الدولي | خاصة   | مشغل هليكوبتر |

## روابط خارجية
- الخطوط الجوية العراقية
- أور للطيران
- فلاي أربيل
- قائمة المجال الجوي العراقي (نقاط الدخول / الخروج)